# Thunderhoof
Thunderhoof ist ein US-amerikanischer Western aus dem Jahr 1948 von Phil Karlson. Der Film wurde von Columbia Pictures produziert und basiert auf der 1899 veröffentlichten Kurzgeschichte The White Silence von Jack London.

## Handlung
Scotty Mason und seine Frau Margarita sind in der mexikanischen Wildnis unterwegs, um das legendäre Wildpferd Thunderhoof einzufangen. Begleitet werden sie von einem jungen Mann, den Scotty unter seine Fittiche genommen hat und der nur Kid gerufen wird. Kid ist in Margarita verliebt, mit der er in der Vergangenheit eine Beziehung hatte. Kid ist an der Pferdejagd nicht weiter interessiert und will, da Margarita treu zu Scotty steht, die Gruppe verlassen. Scotty ist auf Kids Hilfe angewiesen, doch seine Überzeugungsversuche sind erfolglos. Frustriert schlägt er Kid.
Am nächsten Tag kommt es zu einer Schlägerei zwischen den Männern. Bevor Kid Scotty in eine Schlucht stoßen kann, erscheint Thunderhoof in der Schlucht. Schnell eilen die Männer zum Grund der Schlucht, in der das Wildpferd in einem Gestrüpp hängen geblieben ist. Mit einigen Schwierigkeiten können sie das sich heftig wehrende Pferd mit einem Lasso einfangen, wobei sich Scotty ein Bein bricht. Kid sieht eine Chance, Margarita zurückzugewinnen, und willigt ein, beide zu ihrer Ranch in Texas zu begleiten. Auf dem gefährlichen Rückweg gehen ihnen das Wasser und die Vorräte aus. Margarita und Kid versuchen Scotty zu überzeugen, Thunderhoof freizulassen, da das widerspenstige Pferd ihr Vorankommen verlangsamt. Scotty lehnt ab, was Kid dazu bringt, die Gruppe nun doch zu verlassen. Scotty schickt Margarita, die Kid zurückholen soll, was ihr auch gelingt.
Die Gruppe gerät in einen Gewittersturm. Da Scotty zudem an Fieberschüben leidet, suchen sie Schutz in einem verlassenen Ranchhaus, dessen Vorratskammer zu ihrem Erstaunen gut gefüllt ist. Nach einigen Tagen hat sich Scotty erholt. Zwei der Pferde sind zusammen mit den Vorratspackungen ausgerissen. Da Kid Thunderhoof zähmen kann, können die drei ihre Reise dennoch fortsetzen. Zwischen Scotty und Kid kommt es, nachdem Margarita ein Stück vorgeritten ist, zu einem erneuten Streit. Bei dem Handgemenge kann sich Thunderhoof losreißen und flüchten. Kid lässt Scotty in einer Klamm zum Sterben zurück. Er holt Margarita ein und erklärt ihr, dass Scotty sich mit dem Wildpferd abgesetzt hat. Als sie ihren Weg fortsetzen, verrät Kid versehentlich, dass er gelogen hat. Kurz darauf stirbt er, als er verdorbenes Wasser trinkt. In der Zwischenzeit wurde Scotty vom zurückgekehrten Thunderhoof gerettet. Er findet Margarita und überquert mit ihr den Rio Grande.

## Hintergrund
Gedreht wurde der Film vom 30. Januar bis zum 16. Februar 1948.
Walter Holscher oblag die künstlerische Leitung. Frank A. Tuttle war für das Szenenbild zuständig.
George DeNormand und Eddie Parker waren die Stunt-Doubles.

## Veröffentlichung
Die Premiere des Films fand am 8. Juli 1948 statt. In der Bundesrepublik Deutschland wurde er am 25. November 1981 im deutschen Fernsehen ausgestrahlt.

## Kritiken
Das Lexikon des internationalen Films schrieb: „Ein routiniert und geradlinig entwickelter B-Western, atmosphärisch dicht und deutlich über dem Durchschnitt der Gattung.“
Der Kritiker des TV Guide sah einen ungewöhnlichen, faszinierenden Low-Budget-Western.